# Urbanears
Urbanears är ett skandinaviskt företag som producerar hörlurar och med hörlurstillbehör. Grundat av Norra Norr Konsult Stockholm AB och Zound Industries 2009, med målet att göra hörlurar och ljudprodukter.